# Hydrelia crocearia
Hydrelia crocearia är en fjärilsart som beskrevs av George Francis Hampson 1896. Hydrelia crocearia ingår i släktet Hydrelia och familjen mätare. Inga underarter finns listade i Catalogue of Life.